# Solanum microdontum
Solanum microdontum är en potatisväxtart som beskrevs av Friedrich August Georg Bitter. Solanum microdontum ingår i släktet skattor som ingår i familjen potatisväxter. Inga underarter finns listade i Catalogue of Life.